# Wilhelm Holzmann (Bauunternehmer)
Johann Wilhelm Holzmann (* 4. Juli 1842 in Dreieichenhain Kreuzmühle,; † 23. April 1913 in Frankfurt am Main) war ein deutscher Bauunternehmer.

## Leben
Geboren als Sohn des Bauunternehmers Johann Philipp Holzmann, studierte Wilhelm Holzmann nach der Schulzeit in Frankfurt am Main von 1860 bis 1865 Bauingenieurwesen an den polytechnischen Schulen in Karlsruhe und Stuttgart. Während seiner Studienzeit wurde er in den Corps Bavaria Karlsruhe und Rhenania Stuttgart aktiv. Das Studium schloss er als Baumeister ab. Am 15. Mai 1865 übernahm er mit seinem Bruder Philipp das von seinem Vater 1849 gegründete Unternehmen Philipp Holzmann. In der Firmenleitung konzentrierte er sich auf den Tiefbau, während sein Bruder den Hochbau verantwortete. 1873 übergab Wilhelm Holzmann an seinen Bruder seinen Geschäftsanteil, blieb jedoch für den Erd- und Eisenbahnbau verantwortlich. Zuständig für die Leitung großer Tiefbauarbeiten, wurde er 1876 Prokurist und übernahm 1904 nach dem Tod seines Bruders den Vorsitz im Beirat der Gesellschaft, den er neun Jahre bis zu seinem Tod im Jahr 1913 innehatte.
Wilhelm Holzmann war ein Vorreiter im maschinellen Großerdbau. Bei den Arbeiten am Weichseldurchstich im Rahmen der Weichselregulierung setzte er 1891 erstmals den 4-Kubikmeter-Holzkastenkipper nach Holzmannscher Bauart ein.